# Земля Санникова (роман)
«Земля́ Са́нникова» — научно-фантастический роман В. А. Обручева, написанный около 1924 года, впервые опубликован в 1926 году. Он является классикой приключенческой литературы, постоянно переиздаётся, переведён на европейские и азиатские языки.
Действие книги разворачивается в начале XX века, до русско-японской войны. Основу сюжета составляет путешествие трёх ссыльных студентов, казака и якута-проводника на Землю Санникова (по версии Обручева, располагавшуюся к северу от Новосибирских островов). Русские обнаруживают на Земле Санникова «оазис» посреди полярных льдов — кальдеру потухшего вулкана, — и живущее там затерянное племя онкилонов, пришедшее с материка за 424 года до того. Исследователи поселяются среди оленеводов, которые тепло принимают чужеземцев, даже предоставив право выбора жён. Онкилоны ведут войну с дикарями (неандертальцами или эректусами), которых называют «вампу», и русские учёные могут наблюдать образцы ископаемой флоры и фауны, изучать древних людей. Однако после полугода пребывания русских происходят некоторые стихийные бедствия, из-за которых вулканическая «грелка» перестаёт отапливать полярный оазис, а наводнение изгоняет онкилонов с насиженных мест; далее начинается извержение вулкана. Поскольку онкилоны связали свои несчастья с приходом белых людей, русским приходится бежать. Один из исследователей погибает в землетрясении, провалившись в вулканическую трещину вместе со всеми научными образцами, записями и фотографиями. Четверо оставшихся путников и онкилонская жена одного из них вернулись в Якутию с надеждой отправить в будущем экспедицию для отыскания того, что осталось от Земли Санникова.
Минувшие эпохи в развитии животного мира Земли и древних народов, по мнению критиков, изображались В. Обручевым с художественной зримостью, а приключенческий сюжет сопровождается познавательным материалом. В «Краткой литературной энциклопедии» высказано мнение, что академик Обручев выступил также как мастер литературного пейзажа, сочетая аналитическую наблюдательность естествоиспытателя с поэтическим восприятием художника. Роман вызвал большой интерес широкой публики, спровоцировав в 1930—1950-х годах своего рода географический и геологический «бум» в Советском Союзе. Сам академик Обручев не сомневался в существовании Земли Санникова в недалёком прошлом, считая её ледяным или вулканическим островом, что отражено в его публикациях, предназначенных для широкой публики.

## Содержание

Карта вымышленного путешествия группы Горюнова к Земле Санникова. По изданию романа 1935 года

Действие романа разворачивается в 1904 году. Повествование начинается с заседания Русского географического общества, посвящённого поискам пропавшего барона Толля. Докладчик завершил своё выступление утверждением, что Земля Санникова — миф, жертва исследователя была напрасной. Неожиданно его прервал один из присутствующих восклицанием: «А всё-таки она существует!». Организатор и консультант экспедиции академик Шенк в перерыве просит смутьяна пояснить свою позицию. Это оказался молодой политический ссыльный Матвей Горюнов, который уже пять лет обитал в селе Казачьем в устье Яны. В ссылке он встречал людей, которые «ясно видели Землю Санникова и твёрдо убеждены в её существовании». Молодой человек принялся страстно убеждать Шенка в своей правоте: «в силу каких-то особых условий Земля Санникова, несмотря на своё северное положение среди льдов полярного океана», обладает более тёплым климатом. Это мог быть горячий вулкан, согревающий почву, или горячие ключи. Подтверждением тому стало странное исчезновение «целого народа онкилонов, жившего на Севере». После заседания Шенк поднял научную литературу и пришёл к выводу, что предприятие Горюнова — поиск Земли Санникова — может увенчаться успехом. Шенк выдал студенту две с половиной тысячи рублей на закупку в Петербурге необходимого снаряжения и передал из Академии наук научные приборы. В команду Горюнов решил включить своих товарищей-ссыльных: Семёна Ордина и Павла Костякова.
Всего за месяц Горюнов справился с организацией путешествия: закупил трое нарт и четырёхместную разборную байдару. В феврале он уже был в Казачьем, где его заранее предупреждённые товарищи подготовили полярную одежду, лыжи и провиант для тридцати ездовых собак. Вместе со студентами пошли два опытных полярника — казак Капитон Никифоров и якут Никита Горохов, брат погибшего спутника барона Толля.
После долгого и тяжёлого путешествия через Большой Ляховский остров команда вместе с провожатыми миновала Ванькин мыс и прошла к острову Котельный. Здесь в бывшей поварне Толля было решено устроить резервный склад для возвращения в Якутию. Пережив пургу на сорокаградусном морозе, путешественники двинулись через Ледовитое море. В конце рискованного пути они увидели за полосой тумана «целую цепь довольно острых тёмных вершин, на которых белели полосы и целые поля снега». Никто не сомневался, что перед ними — заветная Земля Санникова. С трудом взобравшись на одну из крутых вершин, «путешественники увидели перед собой картину пробудившейся весенней природы, хотя была только половина апреля». Оглядев местность, герои решили, что оказались в кальдере огромного действующего вулкана, который и обеспечивал Земле Санникова комфортный климат посреди вечных льдов: погода и растительность здесь были такими же, как в Южной Сибири. Оставив Никифорова с собаками у края котловины, где имелся удобный снеговой спуск, Горюнов, Ордин, Костяков и Горохов двинулись исследовать загадочную страну, прихватив собак Крота и Белуху. Почти сразу они обнаружили «живую окаменелость» и не одну: длинношёрстного носорога, гигантских оленей, первобытных лошадей и быков, пещерных медведей, мамонтов. Онкилонов не было видно, но обнаруженные стойбища, следы и каменные орудия принадлежали очень архаичным дикарям, а не людям.

Вымышленная карта Земли Санникова, по сюжету составленная М. Горюновым

Во время следующей экскурсии четверо героев встретили отряд онкилонов во главе с вождём Амнундаком. Горохов владел чукотским языком, родственном онкилонскому, и быстро добился взаимопонимания. Герои поразили воображение онкилонов своими ружьями и были признаны могущественными колдунами. Они узнали, что онкилоны переселились в благодатную землю 424 года назад, бежав от воинственных чукчей. Племенной шаман, затаив к белым неприязнь, заявил, что русские должны остаться с ними навсегда, иначе навлекут на страну онкилонов великие бедствия. Спутники Горюнова построили в становище Амнундака землянку, поразив окружающих удобством стальных инструментов (за четверть часа свалив топором дерево, на которое онкилон с каменным орудием тратил полдня). Им предоставили право выбора жён на весеннем празднике, при этом Ордина выбрала ещё одна девушка, и он стал мужем двух онкилонок. У них оказались одинаковые имена «Анну», и пришлось переименовать их в Аннуэн и Аннуир (от «Анну-эннен» и «Анну-нгирэк», то есть «Анну Первая» и «Анну Вторая»). Жену Горюнова звали Мату, Костякова — Папу, и Горохова — Раку. В общении с ними пришельцы быстро прогрессировали в языке и обычаях приютившего их народа, помогали в охоте и участвовали в битве с дикарями, которых онкилоны именовали «вампу». Вампу во время весеннего праздника устроили разгром стойбища, из которого происходила Аннуир, и многих перебили. Ружья белых людей помогли одержать победу, но всё-таки пятеро онкилонов были убиты в схватке, и шестеро ранены. Удар копьём получил и Ордин.
Путешественники свыклись с мыслью о зимовке на Земле Санникова и разработали план исследований. Они обнаружили горячие озёра минеральной воды и Долину Тысячи Дымов — огромное вулканическое плато, гигантскую «грелку» Земли Санникова, прикрывающую остров с севера. Аннуир всюду сопровождала Ордина и сильно к нему привязалась. В июле русские наблюдали, как онкилоны заготавливали ленную птицу и сразу коптили добычу, поскольку не имели соли. У онкилонов не было ни ездовых, ни охотничьих собак, но они понимали, что эти животные очень нужны в хозяйстве. У русских были только кобели, и Горюнов предложил поймать волчицу, чтобы вывести ручное потомство. Однако «в конце первой недели августа произошло событие, явившееся началом целого ряда других, имевших крупные последствия». Это был подземный толчок, за которым вскоре последовали и другие: вулкан пробудился и дал о себе знать. Онкилоны не сомневались, что беда пришла вместе с белыми людьми, в чём убеждал и шаман. Здесь у русских произошёл раскол: Горохов решил остаться у онкилонов, где ему нравилось гораздо больше, чем в Казачьем. Жёны ушли по приказу Амнундака, но Аннуир, сильно полюбившая Ордина, решила бежать с ним и сделалась осведомительницей. После толчка пересохло священное озеро, и страна онкилонов стала замерзать: зима пришла намного раньше срока. Во всех этих явлениях обвинили русских: Амнундак решил, что они решили умертвить онкилонов и заселить их страну. Трём ссыльным с Аннуир удалось бежать на базу к Никифорову, но они оставили для Горохова записку, если тот вдруг передумает. Это было сделано вовремя: онкилоны принесли в жертву пленного вампу, и Горюнов прекрасно понимал, что следующей будет их очередь. После жертвоприношения произошёл новый подземный толчок, вода стала вновь поступать в озеро, однако каналы выхода тепла и воды были нарушены и страна онкилонов в двое суток была залита целиком; кто не погиб, бежали на земли вампу.
Горохов всё-таки решился бежать, используя туземную лодку-берестянку. Окончательно его убедила гибель жены Раку, которую якут хотел забрать с собой: шаман приказал привязать её к столбу в доме, когда онкилоны уходили от наводнения. В последний момент Горохов вернулся к своим спутникам, когда они полностью упаковали имущество и собирались двигаться обратно на Котельный. Ночью во время очередного подземного толчка в образовавшуюся пропасть упал Костяков и вместе с ним нарты, на которые были погружены все этнографические, геологические и биологические образцы с Земли Санникова, а также фотографии. Путешественники лишились всех доказательств своего открытия; однако им предстояло ещё спасти свои жизни. Горюнову, Ордину, Никифорову, Горохову и Аннуир удалось добраться до поварни на острове Котельный, где они пережидали пургу до конца сентября. Лишь в последнюю неделю октября всем удалось вернуться в Казачье, где странники остановились в избе Никифорова. Довольна была лишь Аннуир, для которой жалкая северная деревня была «большим селением». Срок ссылки Ордина ещё не прошёл, но ему разрешили остаться в Якутске, который «произвёл на Аннуир уже впечатление огромной столицы с массой диковинных вещей».
Горюнов считал себя должным Шенку и, несмотря на отсутствие доказательств, хотел лично рассказать академику о случившемся. У него остались только немногие образцы горных пород с края кальдеры, единственная мутная фотография Земли Санникова, снятая во время ухода, и сделанная уже в Якутске фотография Аннуир в пояске стыдливости, демонстрирующая её татуировку. Мудрый академик решил отложить доклад до тех пор, пока очередная экспедиция не отыщет «огромный кратер, затопленные леса, новый вулкан, кости животных и людей». Но разразилась война с Японией, Шенк умер, Горюнов вернулся в университет, и экспедиция к таинственной Земле Санникова была отложена на неопределённое время. Остался лишь отчёт в архиве.

Завершается роман прямым обращением к читателям: 
Может быть, она возбудит интерес к таинственной Земле Санникова в ком-нибудь из нового поколения и побудит отправиться на поиски её среди ледяных просторов Северного моря.

## История написания. Научно-фантастическая идея

### История создания
К написанию научно-популярных, а затем и литературных текстов В. А. Обручев обратился после 1912 года, когда вынужденно оказался на пенсии и располагал свободным временем. Во время Первой мировой войны он создал приключенческий роман «Плутония». Непосредственным поводом к работе над романом было желание исправить геологические ошибки, допущенные популярными в среде молодёжи авторами. Во время пребывания на даче Обручев взялся перечитать «Путешествие к центру Земли» Жюля Верна; этот роман он любил с детства и читал его в оригинале. Так появился замысел «Плутонии».
В первой же главе «Земли Санникова» В. А. Обручев описывал слушание в Императорском Русском географическом обществе доклада экспедиции, «снаряженной для поисков пропавшего без вести Толля и его спутников» из уст неназванного «морского офицера, совершившего смелое плавание в вельботе через Ледовитое море с Новосибирских островов на остров Беннетта, на который высадился барон Толль, оттуда не вернувшийся»; упоминается «мужественное лицо докладчика, обветренное полярными непогодами». Этому описанию полностью соответствует Александр Васильевич Колчак, который к моменту издания книги уже несколько лет как был расстрелян большевиками и которого открыто в советской печати назвать автор не мог.
В части источников указывалось, что основная работа над романом «Земля Санникова» проходила в 1922—1924 годах. По воспоминаниям самого Обручева, во время отпуска на Кавказе в 1924 году он вспоминал воздушные ванны, которые принимал в 1915 году, когда обдумывал «Плутонию», и «захотел заняться подобной же работой, так как какую-нибудь научную статью в дачных условиях нельзя было выполнить. Тема у меня была уже намечена». Побудительным толчком к написанию «Земли Санникова» было прочтение романа чешского фантаста Карла Глоуха «Заколдованная земля», русский перевод которого вышел в 1923 году. В этой книге описано путешествие изобретателя Алексея Сомова в центр Гренландии, где он обнаружил тёплый оазис с мамонтами и первобытными людьми. Профессионального геолога возмущало обилие научных ляпов, например, что стационарный внутриконтинентальный оазис не может существовать в Гренландии, ледники которой «стекают» в окружающие остров моря. Проблема древнего оледенения Сибири и Центральной Азии была научной проблемой, которая постоянно занимала Обручева в это время. Эти интересы можно было легко соединить с поисками легендарной Земли Санникова, историей которой геолог также увлекался. После 1916 года Обручев на постоянной основе стал сотрудничать с редакцией журнала «Природа», в котором поместил множество материалов о вулканизме в Европе и Африке, которые были использованы при написании романов. Первое издание под названием «Земля Санникова, или Последние онкилоны» последовало в 1926 году в издательстве «Пучина».

В предисловии Обручев писал: 
Роман назван научно-фантастическим потому, что в нём рассказывается об этой земле [Земле Санникова] так, как автор представлял себе её природу и население при известных теоретических предположениях.
 Роман по замыслу примыкал к географической фантастике жюльверновского типа. Правдоподобие описаниям придавало реальное геологическое строение островов полярного бассейна, в первую очередь Исландии: Земля Санникова была сделана Обручевым потухшим вулканом, чьё тепло сохраняло реликтовый мир, дошедший в неизменности от ледниковой эпохи. На эпоху создания романа (накануне и сразу после Октябрьской революции) указывало и то, что Земля Санникова — страна, не испорченная цивилизацией, в которой учёный может заниматься своим делом без бюрократии и полицейского надзора. По предположению А. Бритикова, Обручев в фигуре академика Шенка вывел в первую очередь себя самого. Биографы отмечали, что первые издания романа, пришедшиеся на годы первых пятилеток, вызвали большой резонанс, многие подростки искренне верили в существование описанной Обручевым страны, просили принять в готовящуюся экспедицию. Когда просьбы переставали поступать, учёный огорчался. В статье для журнала «Детская литература» В. Обручев утверждал, что «хороший научно-фантастический роман даёт большее или меньшее количество знаний в увлекательной форме». Географ Э. Мурзаев отмечал, что примечательной особенностью творчества Обручева является теснейшая взаимосвязь науки и художественной литературы, плавно перетекающих одна в другую. Это касается и места, где происходит действие, и богатого познавательного материала. Обручев стремился формировать вкусы и интересы молодёжи начиная со школьного возраста, на что обращали внимание его младшие современники.

### В. А. Обручев и Земля Санникова
На рубеже XIX—XX веков В. А. Обручев работал на севере Якутии и глубоко заинтересовался научным обоснованием существования Земли Санникова. Выдвинутую гипотезу он положил в основу научно-приключенческого романа, обосновав её в послесловии. Выдвинутые тогда тезисы В. Обручев последовательно доказывал в публикациях 1930—1940-х годов. Объёмную сводку своей аргументации он привёл в статье для журнала «Природа», увидевшей свет в 1935 году. Поводом для возвращения к гипотезе стало открытие Острова Ушакова во время экспедиции на ледоколе «Садко», что делало существование острова в 150—200 км севернее Новосибирских островов более вероятным. По мере появления новых данных об Арктике, менялось и содержание послесловия.
В своей статье Обручев напоминал об истории вопроса: впервые о Земле Санникова как об отдельном массиве суши сообщил в 1810 году добывавший песцов и мамонтовую кость на северных берегах Новосибирских островов купец-зверопромышленник Яков Санников, ранее открывший острова Столбовой (1800) и Фаддеевский (1805). По словам охотника, над морем поднимались «высокие каменные горы», расстояние до которых было определено примерно в 70 вёрст от острова Котельный. Безуспешную попытку добраться до них предпринял Матвей Геденштром. В 1821—1822 годах лейтенант Анжу, участник полярной экспедиции барона Врангеля, также докладывал о попытке дойти до земли, виденной Санниковым и Геденштромом, однако крайне изломанные льды и обширные разводья делали предприятие невозможным. После открытий островов Де-Лонга во время экспедиции на «Жаннетте», секретарь Русского Географического общества А. В. Григорьев предположил, что существование острова западнее новооткрытых вполне вероятно. Не сомневался в существовании Земли Санникова Э. В. Толль, якобы наблюдавший её в августе 1886 года. Однако наблюдения Нансена в 1893 году и самого Толля во время Русской полярной экспедиции в 1901 году не позволили обнаружить никакой суши, хотя измерения морских глубин свидетельствовали о продолжении континентального шельфа на север.
Сам В. Обручев считал, что в описаниях экспедиций Нансена и Толля можно найти подтверждение существования полярной суши. В первую очередь, это наблюдения за перелётными птицами — полярными гусями и прочими, весной улетающими дальше на север, а осенью возвращающимися с потомством. Анжу утверждал, что на север направлены и миграции северных оленей. Нансен удивлялся количеству песцов, наблюдаемых на плавучих льдах в первый год дрейфа «Фрама». Исходя из всего перечисленного, Обручев заявлял, что Земля Санникова, вероятно, окружена поясом неподвижного и сильно изломанного льда, однако вполне доступна для наблюдений с воздуха и аэрофотосъёмки. По мнению геолога, в случае обнаружения, Земля Санникова может явиться уникальным биосферным заповедником арктической фауны, не знающей истребления со стороны охотников. Возможно также, что открытие острова позволит решить проблему исчезновения онкилонов, следы пребывания которых были найдены на Новосибирских островах. Статья 1935 года произвела такое впечатление, что одной из задач для будущей экспедиции на ледоколе «Садко» стало отыскание Земли Санникова и открытие на ней полярной станции. В интервью журналу «Пионер» 1937 года Обручев повторил свои аргументы и описал соображения для гипотезы, положенной в основу романа. Впрочем, многочисленные рейсы советских ледоколов в 1937—1940 годах и воздушная разведка, которая велась с их борта, полностью охватили весь вероятный район местоположения Земли Санникова и окончательно развенчали её существование.
После войны Обручев не захотел расставаться с полюбившейся ему гипотезой. В статье 1946 года в «Природе» академик гораздо более определённо показал (со ссылкой на работы гидролога Арктического института В. Н. Степанова), что Земля Санникова была относительно небольшим ледяным образованием с включением песчано-глинистых наносов. Разрушение подобных объектов из-за общего потепления Арктики к тому времени было доказано. Полёты над водами Восточно-Сибирского моря, совершённые с борта ледоколов «Садко», «Седов» и «Малыгин», полностью опровергли существование ранее незамеченных участков суши. Тем не менее наблюдения, сделанные Санниковым, Толлем и Нансеном, сами по себе требовали научного объяснения. В интервью, данном газете «Пионерская правда» в 1954 году, академик Обручев подтвердил свои аргументы. Он заявил, что наблюдаемые Санниковым и Толлем «горы» — это огромные айсберги, возможно, застрявшие на мелководье континентального шельфа. Комплексное изучение Арктики позволило заключить, что массовые миграции птиц в глубь арктических территорий не связаны с наличием высокоширотных островов.

## Поэтика

### Роман в контексте фантастической и приключенческой литературы
Исследования поэтики прозы В. А. Обручева немногочисленны и фрагментарны. В статье кандидата филологических наук В. П. Булычевой (Астраханский университет) со ссылкой на А. Ф. Бритикова утверждается, что исторически научная фантастика развивалась из приключенческой литературы со всеми присущими ей особенностями: динамизмом сюжета, низком психологизме героев и сдержанности в использовании традиционных средств литературной выразительности, в частности тропов при обилии деталей и технических подробностей в описаниях предметов и явлений; значительной ролью эффекта правдоподобности, созданию которой авторы этого времени уделяли большое внимание. Исследовательница, поместив «Землю Санникова» в контекст произведений того времени (включая романы и повести А. Грина, А. Толстого, А. Беляева, М. Булгакова), отмечает, что для приключенческой фантастики первых десятилетий XX века не существовало ни единообразного способа объяснения фантастических явлений, ни единой поэтики, исходя из которой описывались бы социальные явления, ни подобного же литературного шаблона для описания внутренних переживаний героя. Выясняется, что в романе «Земля Санникова» практически не выражена нравственная проблематика, отсутствует социальная критика, не проявлена идеологическая позиция. При этом текст фиксирован на историческом прошлом. Сюжет строится как травелог, и повествование перенасыщено конкретной научной информацией, но не исключает мистических совпадений (прибытие героев совпадает с катастрофой, предсказанной туземным шаманом). Основной конфликт романа основан на несовместимости первобытного и современного научного мировоззрения. В романе существует романтическая линия, но она второстепенна и описана крайне скупо; практически нет описаний переживаний главных героев. Отсутствуют чётко выраженные протагонист и антагонист. Упоминания о магии не означают наличия в романе элементов фэнтези, хотя становление данного жанра происходило как раз во время создания «Земли Санникова». Вера в колдовство служит описанию суеверности мышления онкилонов и противоречит рациональному посылу произведения.
В кандидатской диссертации Д. И. Старцева, посвящённой творчеству А. Р. Беляева в русской фантастической прозе, утверждается, что Обручев, скорее, ориентировался на просветительскую традицию К. Циолковского. Сюжет «Земли Санникова» одновременно построен на мифе и научном допущении, его автор синтезировал элементы приключенческого, научно-фантастического, реалистического жанров, широко используя достижения западноевропейской литературы. Британский критик Доминик Эслер также проводил параллели между художественными задачами Циолковского и Обручева, которые стремились использовать литературу только как средство придания занимательности научной информации, хотя Владимир Афанасьевич обозначен как «имеющий претензии на литературность».

### «Земля Санникова» как утопический миф
Литературовед М. П. Одесский утверждал, что учёный Обручев действовал в рамках мифа о Гиперборее и затерянных мирах, восходящего к топике Серебряного века, что особенно проявилось в романе «Плутония». Мифологический контекст творчества учёного последовательно рассматривала Сюзанна Франк (профессор славистики университета Гумбольдта в Берлине). С её точки зрения, Обручев в романе «Земля Санникова» ставил перед собой противоположную задачу: показать Арктику как своего рода «анти-преисподнюю», которая может быть включена в советское социокультурное пространство. В этом плане его роман полностью укладывался в шаблон научной фантастики 1920-х годов, которая должна была не просто популяризовать научные открытия и просвещать народные массы, но и воодушевлять самих учёных. Владимир Афанасьевич при этом избегал связи с политическими установками и подчёркивал ценность дореволюционного опыта и знаний. Впрочем, Д. Эслер отмечал, что Обручев почти ничего не сделал, чтобы обыграть реалии царской России в своих романах.
Сюзанна Франк рассматривает роман «Земля Санникова» в контексте утопий, то есть повествований об идеальном месте или острове, который отделён от цивилизованного мира непреодолимыми препятствиями, в данном случае — арктическими льдами. Очевидна и отсылка к мифу о Гиперборее и Атлантиде. Исследователь выделяет несколько произведений, которые генетически были связаны с романом «Земля Санникова» и предшествовали ему. В первую очередь это были «Путешествие и приключения капитана Гаттераса» Жюля Верна, роман, который Обручев ценил с юности и читал в оригинале. Однако капитан-завоеватель, обнаружив вершину мира — тёплый остров на Северном полюсе, не нашёл там людей. Полемизируя с романом Й. Глоуха, Обручев воспользовался его сюжетом, но дополнил рассказ об арктическом оазисе катастрофой, которая сделала произведение «более реалистичным и одновременно более фантасмагоричным». По мнению С. Франк, наиболее важным ориентиром для Обручева явилось произведение эпохи романтизма, а именно «Учёное путешествие на Медвежий остров» О. Сенковского. Стратегии писателей противоположны: Сенковский, описывая допотопный арктический рай, высмеивает науку, тогда как Обручев одинаково серьёзно воспринимает позитивное знание и древнюю мифологию. Роман демонстрирует, что с помощью науки любая фантастическая идея может превратиться в достойную внимания гипотезу.
В «Земле Санникова» отсутствует приём остранения, описанная в романе экспедиция и открытие острова предстают как непосредственные события, имевшие место в недалёком прошлом. С точки зрения науки, повествование построено как верификация научной гипотезы, основанной на наблюдениях, ныне передаваемых исключительно устной традицией. К традиции отсылают элементы мифологии: тёплый остров за арктическими льдами и счастливые люди, живущие там, являются элементами истории о гиперборейцах, а библейская традиция явно выступает в названиях глав, например: «На пороге обетованной земли». Гибель острова в финале — явная отсылка к мифу об Атлантиде. При этом персонажи романа отвергают мифы, занимаясь эмпирическим познанием. В отличие от сказочной Гипербореи, плодородие и климат Земли Санникова основаны на вулканической деятельности, то есть изначально нестабильны. Горюнов констатирует, что гибель острова — это не эпическая катастрофа, а достаточно рядовое, хотя и огромное по последствиям, природное явление, причины которого очевидны для учёного. Онкилоны, напротив, скованы низким уровнем цивилизации и мифологического сознания, считают шамана всеведущим. Вместо того, чтобы прислушаться к русским, они устраивают жертвоприношения духам земли и обвиняют Горюнова и компанию, что те осушили священное озеро. В известной мере Обручев пользовался и приёмами, характерными для сказки: вернувшись из путешествия в иной мир, герой должен забыть его. Вместе с погибшей Землёй Санникова потеряны и все научные материалы, доказывающие существование острова и его обитателей. С одной стороны, остров опять уходит в пространство легенды, с другой, благодаря успешному возвращению героев аннулируется дихотомия двух миров. По мнению С. Франк, Владимир Обручев сознательно выкорчёвывал утопию из своего романа, делая остров составной частью познаваемого мира вообще и России, в частности.

### Антропологический аспект
Как учёный Обручев в своём романе свободно комбинировал геологическую и антропологическую перспективы. Геология служила ему для демонстрации эволюции человечества. Исходя из геологического учения о вулканизме, о возникновении и исчезновении островов в Арктике в результате вулканической деятельности, Обручев обосновывал гипотезу о тёплых арктических районах. Как невозможно принципиально отграничить остров от материка, так и его обитатели — онкилоны — предстают читателю через сравнение с народами Сибири и русскими. Онкилоны не превосходят пришельцев (как мифические атланты или гиперборейцы), напротив, оказываются у них в своего рода полуподчинении, завися от огнестрельного оружия и стальных топоров могущественных белых. Во время геологической катастрофы не только гибнут все онкилоны (кроме Аннуир), но и один из русских. Это показано как действие безличных законов эволюции. Однако, по мнению С. Франк, Обручев использовал для описания антропологической эволюции метод бинарных оппозиций. Руководителю экспедиции — Горюнову — соответствует двойник — обруселый якут Горохов, на что указывает перекличка имён. Оба они, как носители русского языка и культуры, находятся на вершине цивилизационного развития, но в остальном полностью противоположны, особенно в отношении к мифологическому сознанию. Горюнов замечает у онкилонов только безграмотность примитивных туземцев, учит их строить дома (онкилоны отвергают новомодные способы), демонстрирует превосходство своего оружия. Горохов, владея чукотским языком, смотрит на онкилонов с уважением и пониманием, и считает, что в их стране гораздо лучше жить, чем в Якутии. Однако Горохов превосходит Горюнова в просвещённом скептицизме и не верит в реальность Земли Санникова, даже оказавшись в буквальном смысле на её пороге. В финале он оказывается правым: остров исчез, так и оставшись марью, миражом. Онкилоны не могут избежать своей судьбы из пророчества шамана (все беды начнутся после прихода белых людей), и это пророчество не опровергается ходом событий, хотя и лежит вне причинно-следственных связей. Финал романа находится в пределах мифа: число вернувшихся путников такое же, сколько их отправлялось на Землю Санникова. На место погибшего по случайности Костякова встаёт Аннуир; иными словами, произошёл ритуальный обмен, место одного из русских занимает последняя представительница погибших онкилонов. С. Франк трактует её образ как своего рода прародительницу, оставленную в среде более прогрессивного и сильного народа.

## Литературные особенности романа в восприятии критиков

### Критика прижизненных изданий

Обложка географгизовского издания 1951 года

Уже первое издание романа 1926 года (под названием «Земля Санникова, или Последние онкилоны») не осталось незамеченным литературной критикой. В обзоре журнала «Сибирские огни» подчёркивались научные регалии и 40-летний опыт работы автора, а выход романа в свет именовался «неожиданным», «потребностью отдыха… после напряжённой научной работы». Критик К. Козьмина не упоминала о литературных достоинствах текста, сообщив лишь, что роман читается легко, демонстрирует выдающуюся эрудицию автора и является «ценным вкладом в научно-художественную беллетристику, особенно для юных читателей».
В 1935 году редакция научно-популярной и юношеской литературы ОНТИ предприняла новое иллюстрированное издание романа двухсоттысячным тиражом (дополнительный тираж в 50 000 экземпляров последовал в 1936 году). Издание было снабжено новым авторским послесловием, картами и небольшим библиографическим указателем. Рецензент С. Шорыгин хвалил занимательность сюжета и живость описаний геологических и палеонтологических явлений и существ, именно в них заключается основная ценность романа. Критик в духе своего времени рассуждал о «правильном» противопоставлении культуры онкилонов и туземного населения Земли Санникова, но тут же оговаривался, что роман написан до революции, поэтому использует неверные схемы истории культуры. «Явно сгущая краски, он изображает дикарей почти совершенно звероподобными», это названо «существенным недочётом романа». Примерно такие же замечания были сделаны тем же рецензентом в декабрьском выпуске журнала «Наука и жизнь» за 1936 год: «Предполагать, что Земля Санникова представляет собой кратер полупотухшего вулкана, населённый людьми, мы не имеем никаких оснований; это допущение понадобилось автору опять-таки для того, чтобы сделать роман более занимательным». В рецензии В. Сытина также утверждалось, что роман в первый раз был издан до революции. Критик заявил, что сюжет «интересен, даже увлекателен, но… не оригинален», проводя параллели с произведениями Артура Конан Дойля и «Капитаном Гаттерасом» Жюля Верна. Утверждалось, что молодые читатели неверно поймут цели и организацию научных исследований, поскольку действие происходит до революции. Тем не менее роман назван полезным по обилию в нём познавательного материала, представленного крупным учёным.
Жёсткой критике «Земля Санникова» подверглась в обзоре А. Болотникова. Замысел — «в популярной и занимательной форме рассказать советским людям» об условиях полярных экспедиций, жизни первобытных людей и «оживить палеонтологические виды» — был назван «блестящим». Однако реализация данной задачи признана неудовлетворительной. Главным героем романа критик посчитал неолитическое племя онкилонов, которое ярко изображено на контрасте с палеолитическими дикарями. Обручев априори встал на сторону людей более высокой культуры, поэтому дикари изображены самым отталкивающим образом. Это сразу вызывает обвинение в непонимании социальной эволюции. Критикуется авторское высказывание, что у людей палеолита «дел немного», что противоречит марксистскому утверждению, что «человека создал труд», а эволюция общественных отношений как раз и приводит к освобождению всё большей и большей массы людей от изнурительного труда в пользу культурного досуга. Дикари Обручева живут в гармонии с природой, как «старосветские помещики». Однако «от хорошей жизни» они становятся страшными врагами всего окружающего, что ничем не мотивировано. Описания нападения вампу на онкилонов «не могут считаться положительным воспитательным средством для советского юношества». Описания и дикарей, и онкилонов названы «путаными, идеологически предвзятыми» и объективно работающими «на пользу буржуазной пропаганды, которая очерняла первобытные народы, не желающие подчиняться колонизаторам». Критикуется и отсутствие внятных описаний общественных отношений в среде онкилонов и их идеологии. «Путешественники пользуются женщинами онкилонов, как оленьим молоком или вяленой дичью, а затем оставляют их без всякого зазрения совести. <…> Советскому автору такое отношение к женщине непростительно». Раскритиковав идеологию романа, А. Болотников отмечал, что текст написан «неубедительно и нехудожественно», он «скучен и фальшив» и не может служить образцом научно-популярной книги.
В рецензии, помещённой в одной из центральных советских газет — «Известиях», критик, оставшийся под псевдонимом «К. Т.», сообщал, что повествование весьма занимательное, автор будит научную фантазию и страсть читателя к открытиям. Делается и общий вывод: «этот вид литературы следует всемерно поощрять, в особенности, когда такие книги пишутся на уровне всего современного научного знания. Книгу можно рекомендовать нашему юношеству, как хорошую, полезную, занимательную книгу».
В 1937 году обзор романов Обручева выпустил литературный критик и библиограф Александр Наркевич. Он отмечал, что РАППовская критика провозглашала жюльверновскую фантастику «вредной», якобы «уводящей молодых людей из текущей действительности». Творчество академика Обручева в этом контексте обозначено, как принесшее «ценные результаты». Само по себе это творчество уникально как в плане позднего литературного дебюта (первая книга Обручева вышла, когда ему было более 60 лет), так и обоснованности научно-фантастической идеи. «Земля Санникова» вписана в контекст географической фантастики, восходящей к романам Томаса Мора, Дени Вераса и Ретифа де ла Бретонна. Геолог академик Обручев не просто творчески использовал гипотезу о существовании неоткрытого северного острова, он совместил её с преданием о племени онкилонов, заселявшем несколько столетий тому назад весь Чукотский полуостров и затем, после войны с чукчами, уплывшими на пятнадцати байдарах на север. Роман назван удачным и производящим тот же эффект, что и произведения Жюля Верна, то есть определяющим занятия многих молодых людей. Интерес читателя подстёгивается умелым использованием эффекта тайны и описаниями: «Пейзажи академика В. А. Обручева являются образцами пока ещё очень редкого отношения к природе — отношения художника и учёного». Отмечены и недостатки. В отличие от романов Верна, персонажи Обручева лишены индивидуальности, отличаются друг от друга только именами и фамилиями: «Нет черт, которые позволили бы отличить, скажем… Горюнова от Ордина и Костякова». Это «количественно разросшийся единый персонаж» без психологической прорисовки. Соглашался А. Наркевич и с приведённой выше критикой поведения персонажей Обручева, напоминающего героев Райдера Хаггарда. В линии, касающейся онкилонского шамана, автор, по мнению критика, уходит от верновского позитивизма и сциентизма в мистику и всякого рода сверхъестественные факторы. Спутники Горюнова используют онкилонские суеверия, явно испытывают чувство превосходства над приютившим их народом, что «исторически неправдоподобно». Поэтому А. Наркевич счёл, что «Земля Санникова» не в полной мере соответствует званию образца советской научной фантастики, ибо предстоит ещё создать «новый характер героев, новое подлинно советское отношение к людям, где бы они ни жили».

### Обзоры 1950—2010-х годов
В 1950-х годах отношение критиков к художественным произведениям Обручева изменилось. Географ И. В. Иноземцев (1954) обращал внимание на мастерство Обручева — писателя-пейзажиста, который воссоздавал природу Земли Санникова с точки зрения очевидца: «трудно поверить, читая это конкретное, географически точное описание острова-вулкана, что автор его никогда здесь не был и не мог быть». Учёный отмечал, что в «Земле Санникова» меньше геологической и географической информации, ключевую роль играет мотив столкновения цивилизаций. Герои, бескорыстно служащие науке, в отношениях с людьми каменного века отмечены «той благородной скромностью и сочувствием к нуждам отсталого народа, которая так знакома русским читателям по дневникам Н. Н. Миклухо-Маклая». Иноземцев особо подчёркивает, что герои Обручева — не советские люди, принадлежат своей эпохе, но являются представителями «передовой демократической интеллигенции». Ссыльные Горюнов, Ордин и Костяков организуют частную экспедицию, руководствуясь оптимизмом, дружбой и товариществом, «уверенные в своей правоте, в том, что дело, которым они заняты, нужно народу». В очерке Л. Любицкой для журнала «Костёр» (1959) проводилась апологетика романов Обручева как «хороших, нужных книг», которые «учат мечтать и настойчиво осуществлять свои мечты». Писатель-фантаст Георгий Гуревич в послесловии к изданию «Плутонии» и «Земли Санникова» в «Библиотеке приключений» (выпуск 11, 1958 год), подчёркивал: «Семена, посеянные Жюлем Верном, дали здесь хорошие всходы».
Критик-фантастовед А. Ф. Бритиков в своей монографии «Русский советский научно-фантастический роман» (1970) отмечал, что «обаяние правды вымысла» у Обручева подчас восполняло «недостаток литературной техники (образного языка, например)». Это не отменяло умения учёного встроить описания природы и животного мира в приключенческую канву, обеспечивая зрительную выпуклость и «не измышленную картинность». Обручев весьма придирчиво и «с поразительной всесторонностью обосновывает каждую мелочь». В дальнейшем дисциплинированность и добросовестность фантазии была унаследована таким писателем, как И. А. Ефремов, который также был геологом и палеонтологом по профессии. В обзоре В. А. Друянова (1984) «Земля Санникова» названа «слепком» предыдущего романа, озаглавленного «Плутония». Критик во многом повторял попрёки рецензентов 1930-х годов: сделав героями революционеров, политических ссыльных, автор не попытался «противопоставить их — как сознательных людей, гуманистов — путешественникам-колонизаторам». Однако спутники Горюнова ведут себя, как «саибы-завоеватели», женятся на онкилонках, зная, что вскоре покинут гостеприимных хозяев, убивают дикарей, «наших беззащитных предков». Наконец, они вступают в конфликт с онкилонами и покидают их в разгар геологической катастрофы. По мнению критика, «Обручев поступил опрометчиво, поместив первооткрывателей Земли Санникова в общество онкилонов и дикарей». Такая задача требовала от автора описания человеческих взаимоотношений — именно того, что удавалось ему хуже всего. Это даже нельзя назвать недостатком, поскольку являлось свойством писателя и сильно повредило «Земле Санникова». Впрочем, далее критик указывает, что перечисленные недостатки «забываются и растворяются» при чтении описаний природы, сцен охоты и прочего. Писатель-фантаст и критик Дмитрий Биленкин, напротив, полагал, что сплав научного и художественного начал в романе — «нужный и драгоценный». Текст демонстрирует синтетическое мышление автора, в котором художественное и научное видение дополняют друг друга. Впитывая увлекательный сюжет, читатель неосознанно получает «урок объёмного восприятия мира», неотделимого от демонстрации мужества и благородства. То, что герои прописаны без особых психологических тонкостей и нюансов, в данном контексте глубоко вторично, ибо «литературе противопоказан изобразительный стандарт, правила формальной логики в ней не действуют». Роман Обручева создаёт целостный образ мира, который воздействует на чувства и запечатлевается в душе. Фантастовед Василий Владимирский, рецензируя переиздание романа 2010 года, отмечал, что Земля Санникова — это, прежде всего, очень русская метафора: «кругом снег и льды, мороз такой, что железо делается хрупким и крошится в руках, — но посреди этого „белого безмолвия“ мы непременно найдём уголок, где из-под земли бьют целебные горячие ключи, в лесах прячутся первобытные звери, а девушки-туземки готовы открыть своё сердце загадочному пришельцу».
В. П. Лишевский (1999) отмечал, что литературное творчество Обручева не являлось попыткой самовыражения «несостоявшегося писателя», а было сознательной стратегией пропаганды геологических знаний. Критик высоко оценивал достоверность изображения фауны и флоры ледниковой эпохи, обычаев древних людей. В послесловии И. Денисовой к переизданию романа 2004 года отмечалось, что это — «книга, оставленная настоящим учёным и настоящим писателем». По мнению критика, роман не устарел, поскольку в его основу был положен широчайший комплекс научных идей, в частности, сложных отношений между экосистемами на замкнутом острове. По мнению Денисовой, вампу — это ещё даже не неандертальцы, они невысоко поднялись по эволюционной лестнице и не оказывают антропогенного давления на окружающую среду. Неолитические охотники-онкилоны слишком малочисленны, чтобы представлять угрозу; хотя вождь Амнундак недвусмысленно говорит, что если бы имел такое оружие, как у белых людей, уже к осени ни одного вампу не осталось бы на Земле Санникова. У спутников Горюнова совсем другое отношение к природе, впрочем, и они убивают животных для еды или для сбора биологических образцов, предпочитая фотографировать, а не пускать в дело винтовку. Герои Обручева трудолюбивы и любознательны, они проявляют внимание и бережное отношение к флоре и фауне Земли Санникова. По мнению критика, их отношение к природе близко к ощущениям людей XXI века, которые стремятся согласовать свои интересы с деятельностью биосферы. Впрочем, Обручев, не будучи профессиональным антропологом-этнографом, допустил несколько ошибок. Например, он преувеличил неудобства применения каменных орудий: при рубке тонкого дерева каменным топором трудозатраты заметно больше, чем при пользовании стальным инструментом, но в три-четыре, а не десять-пятнадцать раз, как описано в романе. Не рассчитал он и объёма биосферы: при описанных размере и климатических условиях, Земля Санникова была бы не в состоянии прокормить полторы тысячи онкилонов и несколько сотен вампу. Для сравнения приводится факт, что по расчётам, вся территория Франции могла прокормить не более пяти тысяч охотников на крупную дичь без истощения биоресурсов. Однако Обручев писал роман, а не научную монографию. Прямо противоположное мнение высказывала литературовед О. А. Скубач: герои «Земля Санникова» воспринимают и трактуют север исключительно прагматически, в аспекте возможного использования. По сути, романная фабула является калькой классического колониального романа, такого как «Затерянный мир» А. Конан Дойля.
Критики находили примеры и других ошибок и несообразностей в тексте романа. Н. Серебренников отметил, что в обручевском описании вампу сначала объявляется об отсутствии «прочных связей между отдельными мужчинами и женщинами…: все женщины принадлежат всем мужчинам, а дети считаются общими», а затем описывается обычная семья у тех же архаичных дикарей. В предметной области геологии или зоологии подобных недоразумений у автора не найти. Впрочем, критик отмечал, что среди всех литературных опытов Обручева «Земля Санникова» остаётся лучшей. Педагоги А. П. и Ю. П. Князевы (Волгоград), рассматривая обручевские описания вампу, проводили параллели с романом Рони-старшего «Борьба за огонь», подчёркивая, что именно так выглядели классические описания эволюции человечества. Роман именуется достойным прочтения в равной степени школьниками, студентами и их учителями.
Критик журнала «Мир фантастики» Ася Михеева (2013) подчёркивала, что В. А. Обручев, как многие деятельные люди, «не был склонен к самоанализу и рефлексии, поэтому его персонажи оказываются достаточно яркими, только когда автор опирается на личный опыт общения с людьми». Из всех персонажей романа наиболее выпукло показаны якут Горохов и упрямая онкилонка Аннуир: геолог несомненно общался с жёнами русских ссыльных и промысловиков из коренных народов Сибири. Остальные действующие лица вполне симпатичны, но сводятся к типажу «условного полевого учёного», хотя мотивация их деятельности вполне ясна. Горюнов, Ордин и Костяков умны, эрудированы, наделены ответственностью и волей, и даже чувством юмора. «Для литературы подобные характеры — очень бедный материал. Ни тебе психологических конфликтов, ни катарсисов, ни взрывов эмоций»; впрочем, Обручев и не претендовал на психологизм, ибо «его персонажи для этого слишком заняты». При этом мир романа вполне проработан и реалистичен, тем более что Владимир Афанасьевич искренне верил в существование Земли Санникова. Автор полагает, что «даже сегодня трудно найти книги, которые были бы сильнее насыщены духом бескорыстного научного поиска».

## Адаптации
Роман многократно переводился на языки народов СССР и зарубежных стран; первым в свет вышел украинский перевод. В 1950-х годах появились переводы на китайский и японский языки.
В 1991 году израильский литературовед Зеев Бар-Селла обнародовал обнаруженный им акт плагиата, совершённого неким Х. Рабином (однофамильцем научного руководителя критика — Хаима Рабина). В переводе на иврит Х. Рабина с польского и русского языков выходили романы Элизы Ожешко и А. Мусатова. В 1955 году Тель-Авиве под фамилией Рабина увидел свет роман «Тайна затерянного континента», снабжённый подзаголовком «Страна онкилонов» (ивр. היבשת האבודה": ארץ האונקילונים"‎). Переводчик практически полностью сохранил все сюжетные ходы и описания оригинала, однако попытался скрыть характер исходного текста. Все упоминания об экспедиции Толля были элиминированы, но Земля Санникова сохранила своё имя и местоположение. Были заменены фамилии героев: Горюнов стал Горным, Ордин — Урданом, Горохов сделался Чечевициным (на иврите «Адашенов» от עדשים‎) и получил имя «Кириней», Костяков превратился в Ацманского (от עֶצֶם‎). Имена онкилонов изменились до неузнаваемости: Амнундак стал Акчунчаком, вместо туземных жён Ордина Аннуэн и Аннуир (чьи имена были обоснованы в оригинальном романе) появились «Ачнунир» и «Ачмуир». По неизвестной причине онкилоны к моменту прибытия пришельцев жили на Земле Санникова 428 лет, а не 424 года. Все упоминания о конкретных приметах времени, в особенности политической ссылке, были удалены. «Контрафактный» перевод Рабина вышел с подзаголовком «По Фритьофу Нансену». В 1967 году издательство Н. Тверского напечатало «Землю Санникова» (ארץ סניקוב‎) с указанием авторства, что не помешало в 1974 году выпустить переиздание «Затерянного континента». По предположению З. Бар-Селлы, переводчик работал по первоизданию 1926 года — «Земля Санникова, или Последние онкилоны» — и, по-видимому, не отождествлял его с многочисленными последующими изданиями, которые подзаголовка были лишены. Отсутствие переизданий убеждало его, что автор мало известен и, вероятно, позабыт. Скорее всего, плагиатор не понимал, что Обручев — всемирно известный учёный, который и в 1955 году был жив и вполне активен.
По мотивам романа в 1947 году писатель Леонид Платов опубликовал киноповесть «Птица Маук», в которой действовал один из героев Обручева. В 2018 году петербургский писатель и геолог А. Г. Неклюдов опубликовал приключенческую повесть «Земля Обручева, или Невероятные приключения Димы Ручейкова». В выходных данных книги указывается, что она победила на V международном конкурсе детско-юношеской литературы имени А. Н. Толстого. Предисловие к повести написала внучка В. А. Обручева — Татьяна Сергеевна Обручева.
В 1973 году был выпущен одноимённый музыкально-приключенческий фильм, сценарий которого сохранил лишь общую фабулу поиска неизвестного вулканического острова в Арктике. Персонажи были переименованы и не имели ничего общего с «серьёзными, правильными, спокойными исследователями-путешественниками В. Обручева».
Коллектив специалистов Института степи Уральского отделения РАН, обсуждая проект превращения Новосибирских островов в национальный парк палеонтологической направленности, приводил в пример и роман В. Обручева. С. В. Левыкин, А. А. Чибилёв, Г. В. Казачков, И. Г. Яковлев, В. П. Чибилёва, Д. А. Грудинин рассуждали, что системный интерес к эпохе плейстоцена, выраженный, в том числе, в литературе, устойчиво поддерживается много десятилетий. Это своего рода ностальгия по изобилию крупных животных и «охотничьему детству» человечества. В «Земле Санникова», произведениях Жюля Верна, Карла Глоуха и других непременным элементом сюжета является «капсула времени» с чудом сохранившимися осколками прежних экосистем, изобилующих вымершими животными.

## Издания и переводы

### Издания на русском языке
- Обручев В. А. Земля Санникова или Последние онкилоны : Науч.-фантастич. роман. — М. : «Пучина», 1926. — 325 с.
- Обручев В. А. Земля Санникова : Науч.-фантастич. роман. — М.—Л. : ОНТИ; Глав. ред. науч.-попул. и юношеской лит-ры, 1935. — 316 с. — Тип. им. Евг. Соколовой.
- Обручев В. А. Земля Санникова : [Науч.-фантаст. роман] / Ил.: А. М. Орлов. — М. : Географгиз, 1951. — 295 с.
- Обручев В. А. Земля Санникова : [Науч.-фантастич. роман] / Ил.: Л. В. Владимирский и А. М. Орлов. — М. : Географгиз, 1955. — 288 с.
- Обручев В. А. Земля Санникова : [Науч.-фантастич. роман]. — Алма-Ата : Изд-во Акад. наук Каз. ССР, 1955. — 296 с.
- Обручев В. А. Плутония ; Земля Санникова : [Науч.-фантастич. романы] / Ил.: Г. Никольский. — М. : Детгиз, 1958. — 639 с. — (Б-ка приключений; 11). — Послесл. Г. Гуревича.
- Обручев В. А. Плутония ; Земля Санникова : [Науч.-фантастич. романы] / Ил.: А. В. Гилев. — Челябинск : Юж.-Урал. кн. изд-во, 1964. — 463 с.
- Обручев В. А. Земля Санникова : [Науч.-фантаст. роман]. — М. : Мысль, 1975. — 271 с. — (Путешествия. Приключения. Поиск).
- Обручев В. А. Плутония. Земля Санникова / Худож. С. А. Остров. — Л. : Лениздат, 1977. — 591 с. — (Юношеская библиотека).
- Обручев В. А. Плутония; Земля Санникова : [Романы] / Худож. А. Е. Евстафьев. — Якутск : Кн. изд-во, 1985. — 552 с.
- Обручев В. А. Земля Санникова: Роман / [Послесл. Д. А. Биленкина]; Худож. А. Г. Слепков. — Одесса : Маяк, 1986. — 247 с. — (Мор. б-ка; Кн. 39).
- Обручев В. А. Плутония; Земля Санникова; Путешествия в прошлое и будущее / Рис. О. Кожокарь. — Кишинев : Гл. ред. Молд. сов. энцикл., 1988. — 575 с. — ISBN 5-88550-010-X.
- Обручев В. Земля Санникова (роман) // Плутония. Земля Санникова. — М. : Правда, 1988. — С. 325—603. — 605 с. — (Библиотека фантастики. Т. 3). — Владимир Щербаков. Путешествие в неведомые страны (предисловие). С. 5—20.
- Обручев С. В. Земля Санникова : Роман : [Для сред. и ст. шк. возраста] / Послесл. Г. Б. Федорова; Худож. Г. И. Метченко. — М. : Сов. Россия, 1988. — 268 с. — (Шк. б-ка). — ISBN 5-268-00636-3.
- Обручев В. А. Земля Санникова : Роман : [Для ст. шк. возраста]. — Казань : Татар. кн. изд-во, 1989. — 270 с. — ISBN 5-298-00150-3.
- Обручев В. А. Земля Санникова : Роман, рассказы и повести / Послесл. Р. Колесниковой. — Томск : Кн. изд-во, 1991. — 398 с. — (Писатели земли Томской). — ISBN 5-7515-0201-9.
- Обручев В. А. Земля Санникова : [роман]. — Калуга : Золотая аллея, 1993. — 288 с.
- Обручев В. А. Сочинения : в 3 т. Т. 2 : Земля Санникова ; Рудник «Убогий» : Романы; Тепловая шахта : Повесть. — М. : Терра, 1995. — 575 с. — (Большая б-ка приключений и научной фантастики). — ISBN 5-300-00117-1.
- Обручев В. А. Земля Санникова : роман. — М. : Терра : Литература, 1998. — 318 с. — (Золотая библиотека приключений). — ISBN 5-300-02143-1.
- Обручев В. А. Плутония ; Земля Санникова. — М. : ЭКСМО-пресс, 2001. — 605 с. — (Библиотека приключений). — ISBN 5-04-006861-1.
- Обручев В. А. Земля Санникова: научно-фантастический роман / авт. посл. И. Денисова; худож. А. Скобцов. — М. : Дет. лит., 2004. — 331 с. — (Библиотека приключений и фантастики). — ISBN 5-08-004135-8.
- Обручев В. А. Земля Санникова // Плутония ; Земля Санникова : [романы] ; В дебрях Центральной Азии (записки кладоискателя) : [повесть]. — М. : Дрофа, 2008. — С. 365—674. — 1021 с. — (Библиотека путешествий). — Пред.: Калюжный Г. Завещание патриарха геологии (с. 7—28). — ISBN 978-5-358-05107-2.
- Обручев В. А. Земля Санникова ; Рудник «Убогий» ; Тепловая шахта // Сочинения : в 4 т.. — М. : Терра-Кн. клуб, 2009. — Т. 1. — С. 7—308. — 621 с. — ISBN 978-5-275-01946-9.
- Обручев В. А. Земля Санникова : [роман]. — СПб. : Амфора, 2010. — 318 с. — (Коллекция приключений и фантастики). — ISBN 978-5-367-01310-8. — ISBN 978-5-367-01319-1.
- Обручев В. Земля Санникова : научно фантастический роман : [для среднего школьного возраста : 12+] / художник А. Скобцов. — М. : Детская литература, 2015. — 398 с. — (Школьная библиотека). — ISBN 978-5-08-005250-7.
- Обручев В. А. Земля Санникова : [роман : для детей среднего и старшего школьного возраста : 12+]. — М. : Омега, 2018. — 380 с. — (Школьникам. Проверено временем). — ISBN 978-5-465-03628-3.
- Обручев В. Земля Санникова (роман) // Малое собрание сочинений. — М., СПб. : Азбука : Азбука-Аттикус, 2019. — С. 297—568. — 608 с. — ISBN 978-5-389-16282-2.
- Обручев В. Книга-путешествие. Земля Санникова. В 2 т. / Иллюстрация на обложке и внутренние иллюстрации М. Танцева, М. Иванова.. — М. : Лабиринт-пресс, 2021. — 136, 136 с. — ISBN 978-5-9287-3264-6.

### Переводы
- Обручов В. А. Земля Саннікова :  [укр.]. — Харків-Київ : Державне науково-технічне видавництво, 1936. — 248 p.
- Обручев В. Санникова земя: Научно-фантастичен роман :  [болг.] / Прев. от рус. Ив. Куюмджиев. — София : Народна младеж, 1949. — 320 с.
- Obrutschew W. Das Sannikowland :  [нем.] / Übersetzer B. Pasch. — Berlin : Neues Leben, 1953. — 353 S.
- Obruczew W. A. Ziemia Sannikowa :  [польск.] / tł. z ros. Józef Brodzki ; il. A. M. Orłowa reprod. z wyd. radziec. — Warszawa : Państwowe Wydawnictwo «Iskry», 1954. — 315 s.
- Obručev V. A. Země Sannikovova :  [чеш.] / Z rus. orig. Zeml'ja Sannikova přel. Olga Milotová a Jana Vávrová ; Il. Čeněk Pražák. — Praha : Práce, 1955. — 238 s. — (Románové novinky, Čís. 97).
- Obruchev V. Sannikov land :  [англ.] / Translated from the Russian by David Skvirsky. — Moscow : Foreign Languages Pub. House, 1955. — 371 p.
- Obrucev V. Ţara lui Sannikov :  [рум.] / traducere de Malvina Reich şi Teodor Cosma. — Bucureşti : Editura Tineretului, 1955. — 356 p.
- Obrutšev V. Sannikovi maa :  [эст.] / Tõlkija: L. Mäting. — Tallinn : Eesti riiklik kirjastus, 1956. — 301 p. — (Seiklusjutte maalt ja merelt).
- Obroutchev V. La terre de Sannikov :  [фр.] / Traduit du russe par Madeleine Gilard et Marrie Calschi ; illustrations de A. Orloff. — Paris : Editions la Farandole, 1957. — 307 p.
- Àobùlǔqièfū zhe. Sàníkēfū fāxiàn dì :  [кит.] / Zhōu Jiāmó yì. — Běijīng : Zhōngguó qīngnián chūbǎnshè, 1957年. — 339 p. — Ориг.: 奥布鲁切夫著 《萨尼柯夫发现地》周家模译。北京: 中国青年出版社, 1957。339页.
- Ōburuchefu cho. Hokkyoku no hito :  [яп.] / Kudō Seiichirō yaku; Saitō Kazuo e. — Tōkyō : Kōdansha, 1957年. — 242 p. — (Shōnen shōjo sekai kagaku bōken zenshū; 30). — Ориг.: オーブルチェフ著 『北極の秘島』工藤精一郎 訳. 著者: 斎藤寿夫 絵. 東京 講談社 昭和32. 242頁 (少年少女世界科学冒険全集 ; 30).
- Obručev V. Zemlja Sanikova :  [серб.] / Prevod: Ranko Simić. — Beograd : Sportska knjiga, 1958. — 286 с. — (Omladinska biblioteka sveska 4).
- Obručev V. Sannikovs land :  [швед.] / Övers. från ryska av Arthur Magnusson; illustr. av J. Krasnyj. — Stockholm : Arbetarkultur, 1960. — 359 s. — (Litteratur för barn och ungdom).
- אוברוצ'ב, ולדימיר. ארץ סניקוב :  [иврит] / ו. אוברושב. — תל אביב : נ. טברסקי, 1967. — 200 p.
- Obručevs V. Saņņikova Zeme :  [латыш.] / Tulkojis Arturs Lielais; Mākslinieks Georgs Krutojs. — Rīgā : Izdevniecība «Zinātne», 1970. — 296 p. — (Apvārsnis).
- Vla-Đi-Mia Ôbru-Trép. Vùng đá̂t Xan-Nhi-Có̂p :  [вьетн.]. — Mát-Xcơ-Va : Tié̂n Bộ, 1981. — 319 p.
- Обручев В. А. Санников җире : фантастик роман :  [татар.] / Ахыр сүз язучы Г. Б. Фёдоров; Ә.Хәсәнов тәрҗ.. — Казан : Татар. кит. нәшр., 1989. — 272 p. — (Олы яшьтәге мәкт. балаларына). — ISBN 5-298-00150-5.

### Популярные публикации В. А. Обручева о Земле Санникова
- Акад. В. А. Обручев. Земля Санникова (Нерешённая проблема Арктики) // Природа : журнал. — 1935. — № 11. — С. 20—26.
- Отвечает академик В. А. Обручев. Существует ли Земля Санникова? // Пионер : журнал. — 1937. — № 7. — С. 55—56.
- Акад. В. А. Обручев. Земля Санникова существовала // Природа : журнал. — 1946. — № 10. — С. 64—65.
- Академик В. Обручев. О судьбе Земли Санникова // Пионерская правда : газета. — 1954. — № 51 (3762) (25 июня). — С. 2.
- Обручев В. А. За тайнами Плутона / Составитель и автор сопроводительного текста А. В. Шумилов. — М. : Молодая гвардия, 1986. — 238 с.

### Статьи и монографии
- Бар-Селла З. Украденный материк // Вчерашнее завтра: Книга о русской и нерусской фантастике / М. Каганская, З. Бар-Селла, И. Гомель. — М. : Российский государственный гуманитарный университет, 2004. — С. 191—193. — 324 с. — ISBN 5-7281-0336-7.
- Беспалова Наталья. Земля Санникова // Наука и техника : журнал. — 2010. — № 10 (53). — С. 79—84.
- Бритиков А. Ф. Отечественная научно-фантастическая литература (1917—1991 годы). — 2-е изд., испр. — СПб. : Борей-Арт, 2005. — Кн. 1: Научная фантастика — особый род искусства. — 308 с.
- Гуревич Г. О романах В. А. Обручева «Плутония» и «Земля Санникова» // Обручев В. А. Плутония ; Земля Санникова. — М. : Машиностроение, 1982. — С. 595—606. — 607 с.
- Булычева В. П.. Поэтика фантастической прозы в русской литературе начала XX в. // Глобальный научный потенциал. — 2014. — № 10 (43). — С. 48—50. — ISSN 1997-9355.
- Друянов В. А.. Рыцарь факта : Книга об академике В. А. Обручеве / В. А. Друянов. — М. : Знание, 1984. — 160 с. — (Творцы науки и техники).
- Ингирев З. Творческий путь В. А. Обручева. — М., Л. : Госгеолиздат, 1948. — 96 с.
- Иноземцев И. В. Научно-фантастические романы В. А. Обручева // Вопросы географии / Отв. ред. Э. М. Мурзаев. — М. : Географгиз, 1954. — Вып. 35. Физическая география Азии : Сб. ст., посвящ. акад. В. А. Обручеву. — С. 321—327. — 352 с.
- Лишевский В. П.. Ученый, путешественник, писатель // Очерки о деятелях российской науки и техники. — М. : Наука, 1999. — С. 138—149. — 253 с.
- Любицкая В. К неизведанному // Костёр : журнал. — 1959. — № 11. — С. 50—54.
- Ляпунов Б. В. В мире фантастики. Обзор научно-фантастической и фантастической литературы. — Изд. 2-е, доп. и перераб. — М. : Книга, 1975. — 207 с. — 33 000 экз.
- Михеева Ася. В поисках последних онкилонов. Владимир Обручев // Мир фантастики. — 2013. — № 122 (октябрь). — С. 48—51.
- Мурзаев Э., доктор географических наук. Ученый, популяризатор, писатель // Новый мир : журнал. — 1953. — № 10. — С. 275—279.
- Мурзаев Э. М. Владимир Афанасьевич Обручев, 1863—1956 : [Геолог и географ] / Э. М. Мурзаев, В. В. Обручев, Г. Е. Рябухин; Отв. ред. Н. А. Флоренсов. — 2-е изд., перераб. и доп. — М. : Наука, 1986. — 207 с. — (Науч.-биогр. сер.).
- Огрызко В. В. Обручев Владимир Афанасьевич (1863-1956) // Североведы России : материалы к биографическому словарю. — М. : Литературная Россия, 2007. — С. 326. — 558 с.
- Одесский М. П. Страна гипербореев. Оккультная топика в советской прессе и фантастике (1920-е годы) // Вестник РГГУ. Серия «Журналистика. Литературная критика». — 2011. — № 6. — С. 55—67.
- Поплавская И. А., Демидова Л. В. Сибирь в биографии и литературном творчестве В. А. Обручева // Имагология и компаративистика. — 2018. — С. 149—171. — doi:10.17223/24099554/10/8.
- Поступальская М. И., Ардашникова С. Д. Обручев. — М. : Молодая гвардия, 1963. — 431 с. — (Жизнь замечательных людей. Серия биографий; Вып. 13 (369)).
- Прашкевич Г. Красный сфинкс: Истории русской фантастики от В. Ф. Одоевского до Бориса Штерна. — 2016. — Т. 1. — 451 с. — ISBN 9785000990261.
- Разгон Л. Э. Победы и поражения ученого-популяризатора: [О Владимире Афанасьевиче Обручеве] // Живой голос науки: Литературные портреты. Очерки. — Переизд., доп. — М. : Детская литература, 1986. — С. 79—98. — 302 с.
- Семёнов И. Учёные и дети советской страны // Детская литература. — 1937. — № 21. — С. 39—43.
- Серебренников Н. Владимир Обручев // Владимир Обручев. Избранное / Сост. и авт. послесл. Николай Серебренников. — Томск, 2015. — С. 298—300. — 304 с. — (Томская классика). — ISBN 5-902350-01-8. — ISBN 5-902350-10-7.
- Скубач О. А. Дискурс Севера в советской «географической прозе» 1920—1950-х гг. // Геопоэтика Сибири и Алтая в отечественной литературе XIX—XX веков. Сб. науч. ст.. — 2017. — С. 53–61.
- Фохт Н. Вечный миг Земли Санникова // Русский пионер : журнал. — 2014. — № 3 (45). — С. 36—42.
- Франк С. Теплая Арктика: К истории одного старого литературного мотива // Новое литературное обозрение. — 2011. — № 108. — С. 82—97.
- Франк С. «Земля Санникова» В. Обручева: освоение Арктики до сталинизма // Русский проект исправления мира и художественное творчество XIX–XX веков: колл. монография / отв. ред. Н. В. Ковтун. — 2-е изд., стер. — М. : Флинта, 2014. — С. 236—254. — 403 с. — Перевод с английского Т. В. Федосеевой. — ISBN 978-5-9765-1178-1.
- Чураков А. Н. Владимир Афанасьевич Обручев: (К 85-летию со дня рождения) // Сов. геология. — 1949. — № 37. — С. 3—15.
- Ширина Д. А.. Петербургская Академия наук и Северо-Восток. 1725—1917 гг. / Отв. ред. член-корреспондент РАЕН В. Н. Иванов. — Новосибирск : ВО «Наука». Сибирская издательская фирма, 1994. — 272 с. — ISBN 5-02-030881-1.
- Esler D. Soviet Science Fiction of the 1920s: Explaining a Literary Genre in its Political and Social Context // Russian science fiction literature and cinema : a critical reader / edited and introduced by Anindita Banerjee. — Boston : Academic Studies Press, 2018. — P. 117—146. — xvii, 380 p. — (Cultural syllabus). — ISBN 9781618117229.
- Frank Susi K. Arctic Science and Fiction. A Novel by a Soviet Geologist // Journal of Northern Studies. — 2010. — № 1. — P. 67—86. — ISSN 1654-5915.

### Рецензии
- Адамов Гр. На запущенном участке детской литературы: [О новом издании романа В. Обручева «Земля Санникова»] // Молодая гвардия. — 1936. — № 3. — С. 163—166.
- Болотников А. О научно-популярной книге // Фронт науки и техники : журнал. — 1936. — № 2. — С. 35—44.
- Вебер Ю. Что читать? [Рец. на романы В. Обручева «Земля Санникова» и «Плутония»] // Техника — молодёжи. — 1936. — № 7. — С. 64.
- Владимирский В. Книжный ряд : Классика. Авторская колонка Василия Владимировского // Мир фантастики. — 2011. — № 92 (апрель). — С. 44—45.
- Жуков Л. Советский приключенческий и научно-фантастический роман // Молодая гвардия. — 1938. — № 8. — С. 170—178.
- К. Т. В. А. Обручев: Земля Санникова. Научно-фантастический роман. ОНТИ. Гл. ред. научно-популярной и юношеской литературы. 1935 // Известия. — 1936. — 18 июня (№ 141 (5998)). — С. 4.
- Князев Ю. П., Князев А. П. Научно-фантастические произведения академика Обручева в школьных курсах биологии и географии // Биология в школе. — 2020. — № 2. — С. 3—8. — ISSN 0320-9660.
- Козьмина К. [Рец. на книгу: В. Аф. Обручев. «Земля Санникова или последние онкилоны». Научно-фантастический роман. Изд. «Пучина». 1926 г.] // Сибирские огни. — 1927. — № 2. — С. 240.
- Наркевич А. Романы академика Обручева (В. Обручев, «Плутония» и «Земля Санникова») // Детская литература : журнал. — 1937. — № 13. — С. 15—22.
- Николаев И. Советский научно-фантастический роман // Что читать. — 1938. — № 10. — С. 57—61.
- Палей А. Научно-фантастическая литература // Литературная учёба. — 1936. — № 2. — С. 118—132.
- Сытин В. Научно-фантастический роман (В. Обручев. Земля Санникова) // Книга и пролетарская революция : журнал. — 1936. — № 1. — С. 118—119.
- Селиванова А. «Этот миг вдаль летит сквозь столетия» // Комсомольская правда (Толстушка — Россия). — 2015. — 4 июня. — С. 41.
- Черненко М. В. Обручев. «Плутония», «Земля Санникова»: [Рецензия] // Комсомольская правда. — 1935. — 6 декабря.
- Шорыгин С. Рецензия: [В. Обручев. «Плутония», «Земля Санникова»] // Книжные новости. — 1937. — № 11. — С. 25.